# Tokat (province)
Pour la préfecture, voir Tokat.
La province de Tokat est une des 81 provinces (en turc : il, au singulier, et iller au pluriel) de la Turquie.
Sa préfecture (en turc : valiliği) se trouve dans la ville éponyme de Tokat.

## Géographie
Sa superficie est de 9 998 km2.

## Population
Au recensement de 2000, la province était peuplée d'environ 828 027  habitants, soit une densité de population d'environ 83 hab./km2.
| 2000    | 2001    | 2002    | 2003    | 2004    | 2005    | 2006    | 2007    | 2008    |
| ------- | ------- | ------- | ------- | ------- | ------- | ------- | ------- | ------- |
| 641 033 | 639 371 | 636 715 | 633 682 | 630 722 | 627 781 | 624 744 | 620 722 | 617 158 |

| 2009    | 2010    | 2011    | 2012    | 2013    | 2014    | 2015    | 2016    | 2017    |
| ------- | ------- | ------- | ------- | ------- | ------- | ------- | ------- | ------- |
| 624 439 | 617 802 | 608 299 | 613 990 | 598 708 | 597 920 | 593 990 | 602 662 | 602 086 |

| 2018    | 2019    | 2020    | 2021    | 2022    | 2023    | - | - | - |
| ------- | ------- | ------- | ------- | ------- | ------- | - | - | - |
| 612 646 | 612 747 | 597 861 | 602 567 | 596 454 | 606 934 | - | - | - |

## Administration
La province est administrée par un préfet (en turc : vali)

## Subdivisions
La province est divisée en 12 districts (en turc : ilçe, au singulier).